# Flagey-lès-Auxonne
Flagey-lès-Auxonne é uma comuna francesa na região administrativa da Borgonha-Franco-Condado, no departamento de Côte-d'Or. Estende-se por uma área de 7,79 km². Em 2010 a comuna tinha 195 habitantes (densidade: 25 hab./km²).